# Halsholmen, Esbo
Halsholmen är en ö i Finland. Den ligger i Finska viken och i kommunen Esbo i den ekonomiska regionen  Helsingfors i landskapet Nyland, i den södra delen av landet. Ön ligger omkring 18 kilometer sydväst om Helsingfors.
Öns area är 3,5 hektar och dess största längd är 350 meter i sydöst-nordvästlig riktning.